# بول دو كونستنت

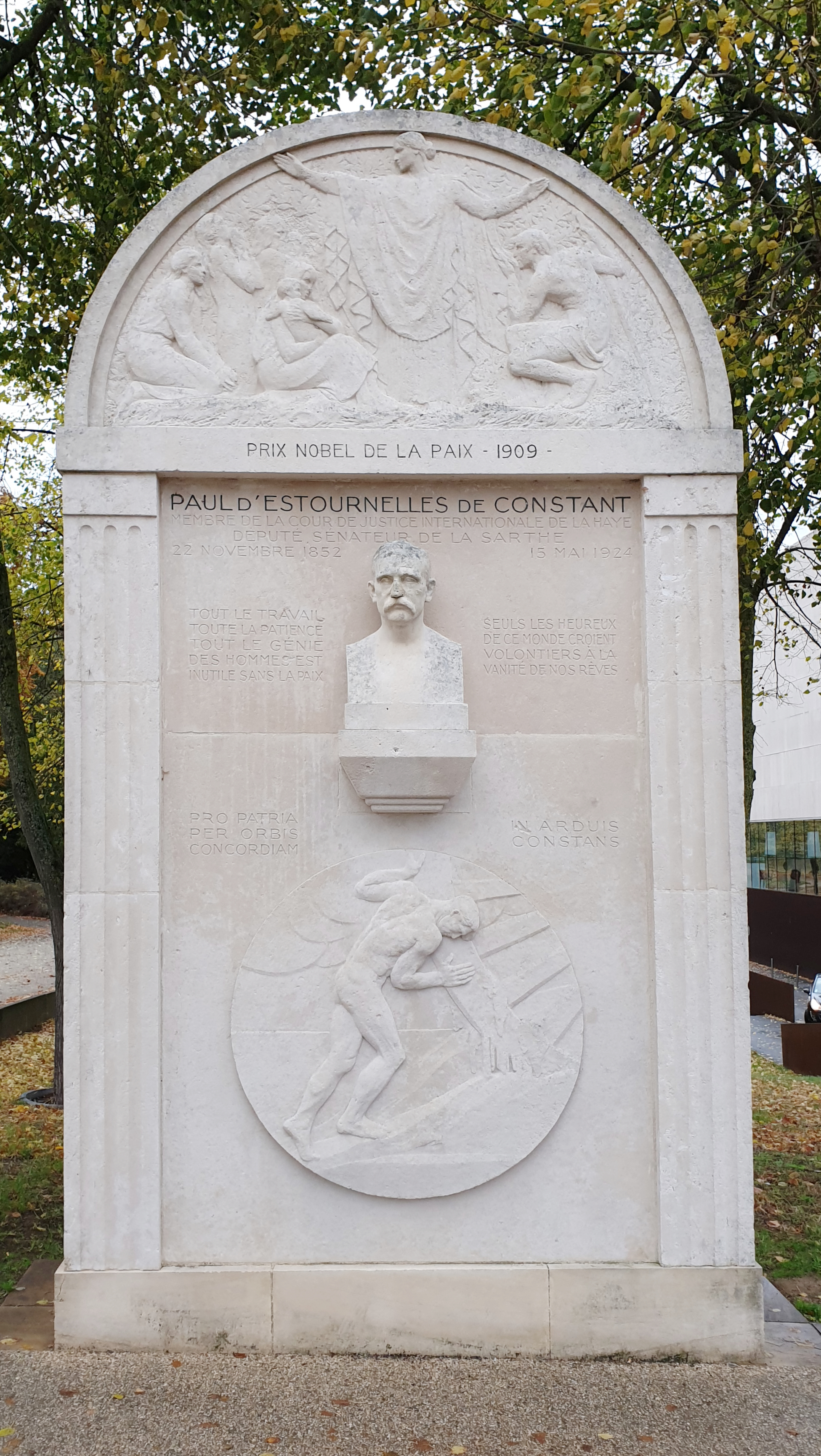
تمثال نصفي لبول دي ستورنيل دي كونستانت ، بقلم بول لاندوفسكي ، ساحة اليعاقبة (ساحة اليعاقبة) ، في لومان ، سارث ، فرنسا.

بول دو كونستنت (Paul Henri Balluet d'Estournelles de Constant)؛ (22 نوفمبر 1852 - 15 مايو 1924)، سياسي فرنسي. درس الحقوق واللغات الشرقية في معهد لويس الأكبر. عمل في مجلس الشيوخ الفرنسي كممثل لسارت بين 1904 و 1924. عارض السياسة الاستعمارية للجمهورية الفرنسية الثالثة. حصل سنة 1909 على جائزة نوبل للسلام.

## روابط خارجية
- بول دو كونستنت على موقع الموسوعة البريطانية (الإنجليزية)
- بول دو كونستنت على موقع إن إن دي بي (الإنجليزية)